# Karl Gustav Brøndsted
Karl Gustav Brøndsted, född 1851, död 1945, var en dansk pedagog och författare.
Brøndsted studerade klassisk filologi och verkade sedan som läroverkslärare, 1881-1894 i Rønne, 1894-1921 i Aarhus. Brøndsted debuterade som skönlitterär författare 1878 med romanen I Bølgegang är han med skärpa vände sig mot den från Georg Brandes utgående radikalismen inom litteraturen och politiken i Danmark. Han fullföljde energiskt sin rätt fruktlösa försvarsstrid för traditionellt idealistisk livssyn i en rad skönlitterära arbeten som Frihed (1893), Fædrenes Synd (1895) och En Æsthetiker (1914) och polemiska broschyrer. Tendensen framträdde mindre i Brøndsteds noveller, samlade bland annat i Tolv danske Historier (1910), Sommerferiehistorier (1912) och Mange Strenge (1917).